# مايك ناغي
مايك ناغي (بالإنجليزية: Mike Nagy) هو لاعب كرة قاعدة أمريكي، ولد في 25 مارس 1948 في ذا برونكس في الولايات المتحدة.

## وصلات خارجية
- مايك ناغي على موقعبيزبول رفرنس.كوم (الدوري الرئيسي) (الإنجليزية)
- مايك ناغي على موقعبيزبول رفرنس.كوم (الدوري الثانوي) (الإنجليزية)
- مايك ناغي على موقع جمعية أبحاث البيسبول الأمريكية (الإنجليزية)